# Списак основних школа у Крагујевцу
Списак државних основних школа на територији града Крагујевца.
| Основна школа                    | Адреса                 | Година оснивања        | Ранији називи                                          |
| -------------------------------- | ---------------------- | ---------------------- | ------------------------------------------------------ |
| ОШ „19. октобар”                 | Маршић                 | 1963.                  | —                                                      |
| ОШ „21. октобар”                 | Милована Глишића 13    | 1959.                  | —                                                      |
| ОШ „Вук Стефановић Караџић”      | Чегарска 3             | 1968.                  | „Иво Лола Рибар”                                       |
| ОШ „Доситеј Обрадовић”           | Партизанских курира бб | 1979.                  | „Живадинка Дивац”                                      |
| ОШ „Драгиша Луковић Шпанац”      | 9. маја                | 1928.                  | „Доња школа”                                           |
| ОШ „Драгиша Михаиловић”          | Радована Мићовића бб   | 1984.                  | —                                                      |
| ОШ „Ђура Јакшић”                 | Кајмакчаланска 59      | 1934.                  | „Краљ Петар I”                                         |
| ОШ „Живадинка Дивац”             | Краља Милутина бб      | 1910.                  | „Становљанска” · „Државна основна школа Становљанска”  |
| ОШ „Јован Поповић”               | Краља Милана IV 14     | 1954.                  | —                                                      |
| ОШ „Јулијана Ћатић”              | Жике Пинтера 44        | 1871.                  | —                                                      |
| ОШ „Милоје Симовић”              | Стевана Синђелића 74   | 1871.                  | —                                                      |
| ОШ „Милутин и Драгиња Тодоровић” | Саве Немањића 2        | 1961.                  | Осма основна школа · Основна школа „Милутин Тодоровић” |
| ОШ „Мирко Јовановић”             | Незнаног јунака 8      | 1982.                  | —                                                      |
| ОШ „Мома Станојловић”            | Кнеза Михаила 4        | 1890.                  | Томина школа · Палилулска школа                        |
| ОШ „Прота Стеван Поповић”        | Чумић                  | 1792.                  | Протина школа                                          |
| ОШ „Радоје Домановић”            | Светозара Марковића 13 | првa половинa 19. века | —                                                      |
| ОШ „Свети Сава”                  | Букурешка бб           | 1989.                  | ОШ „Наталија Кока Петровић”                            |
| ОШ „Светозар Марковић”           | Кумановска 3           | 1951.                  | Женска школа · Горња школа · Осмолетка бр. 5           |
| ОШ „Сретен Младеновић”           | Десимировац бб         | 1891.                  | —                                                      |
| ОШ „Станислав Сремчевић”         | Лазе Маринковића 54    | 1959.                  | —                                                      |
| ОШ „Трећи крагујевачки батаљон”  | Јесењинова 17          | 1963.                  | Девета основна школа                                   |